# Fiat G.91
El Fiat G.91, apodado Gina, era un caza monoplaza de reconocimiento y asalto de fabricación italiana. Se intentó que se convirtiera en el equipamiento estándar de las fuerzas aéreas de la OTAN en los años 60. Finalmente sólo fue adoptado en tres países: por la Fuerza Aérea Italiana, la Luftwaffe alemana y la Fuerza Aérea Portuguesa. Aun así, gozó de una larga vida en servicio activo, superando los 35 años. Fue extensamente utilizado por Portugal durante la Guerra colonial portuguesa en África. También fue fabricado bajo licencia en Alemania.

## Diseño y desarrollo
A comienzos de 1954, los fabricantes europeos de aviones fueron convocados por la OTAN a presentar un avión para ocupar el rol de “Caza Ligero de Ataque” (Light Weight Strike Fighter (LWSF). El G.91 fue diseñado bajo estas especificaciones por Giuseppe Gabrielli, de ahí la designación “G”. La competición buscaba producir un avión ligero, pequeño, de bajo coste, equipado con armamento y aviónica básica y capaz de operar con un apoyo terrestre mínimo. Estas especificaciones tenían dos razones: la primera por la constante amenaza nuclear sobre las grandes bases aéreas; una gran cantidad de aviones baratos de fabricar podía ser mejor dispersada para contrarrestar dicha amenaza; y segunda, intentar contrarrestar la tendencia a la producción de aviones más grandes y mucho más caros.
Los requerimientos técnicos eran:
- Carrera de despegue de 1.100 m
- Capacidad para operar desde pistas sin pavimentar o desde carreteras
- Velocidad máxima de mach 0,95
- Alcance de 280 km, con 10 minutos sobre el blanco
- Protección blindada para el piloto y los depósitos de combustible
- Cañones 4x12.7 mm o 2x20 mm o 30 mm
- Peso vacío máximo de 2200 kg y máximo cargado de 4.700 kg[1]

Los diseños serían entregados dos meses antes de la competición.
Fiat Aviazione presentó el G.91, que compitió con otros diez proyectos de distintas compañías. Estos comenzaron a ser evaluados el 18 de marzo de 1953 por AGARD (Advisory Group for Aeronautical Research and Development), bajo la dirección de Von Karman. El reto de proveer un motor que se ajustara a los requerimientos de peso ligero, potencia, rentabilidad y un fácil mantenimiento fue resuelto haciendo uso del turborreactor Bristol Siddeley Orpheus.

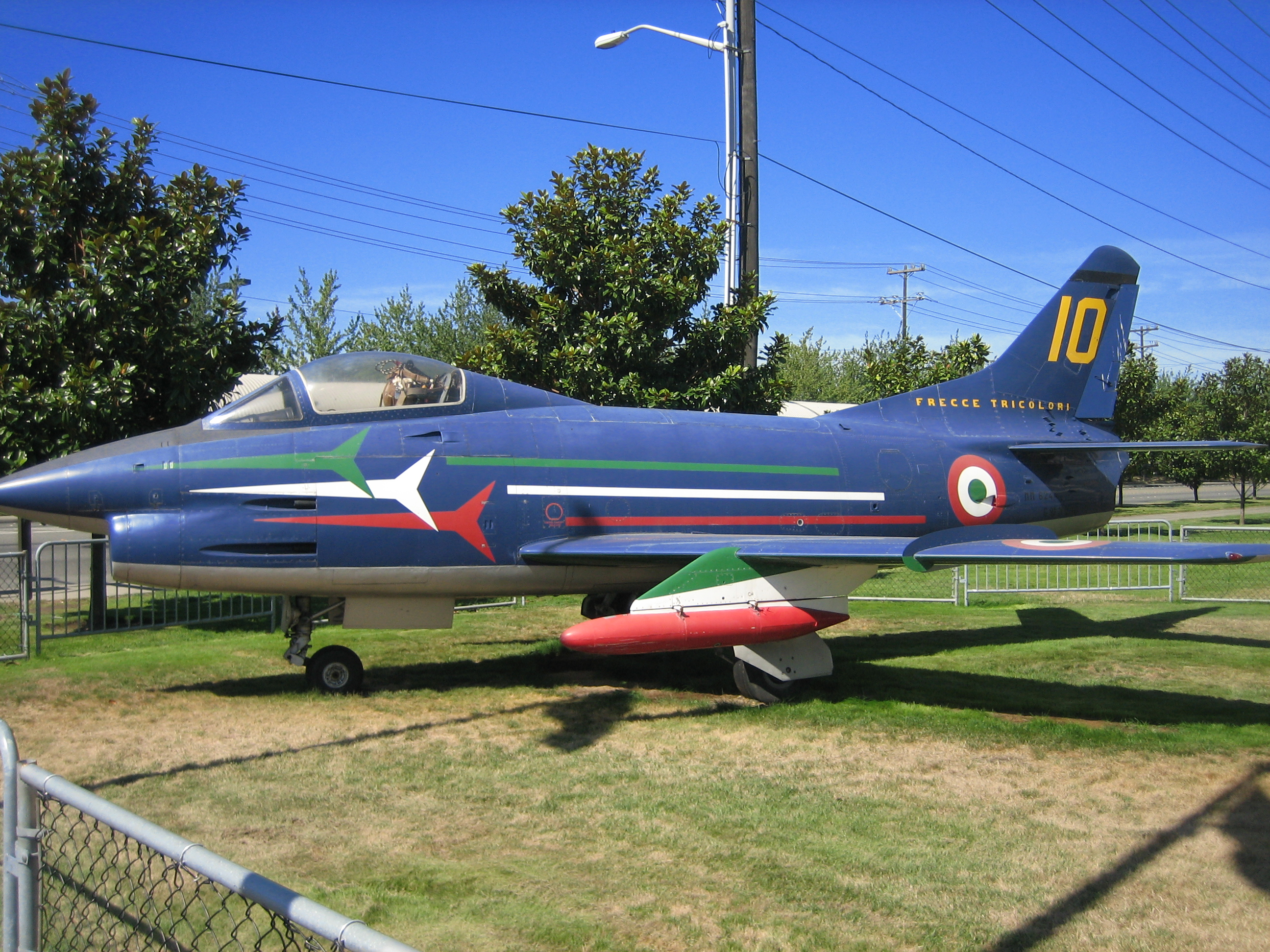
Un G.91 preservado perteneciente a las Frecce Tricolori.

El primer vuelo del “Gina” tuvo lugar el 9 de agosto de 1956 y los diseños en competición comenzaron a ser probados en 1957. Además del G.91 participaron los siguientes: Northrop N-156, Dassault Étendard IV, Sud-Est Baroudeur, Aerfer Ariete y Breguet Taon. A pesar del impresionante rendimiento que tuvo durante las pruebas, que le valieron el triunfo en la competición, después de la pérdida de uno de los prototipos, el gobierno francés prefirió impulsar el desarrollo del Étendard, de diseño local. El gobierno británico también ignoró los resultados de la competición para concentrarse en la producción del Hawker Hunter para cumplir el mismo cometido. Objetivamente, también debe ser señalado que el gobierno de Italia había realizado pedidos para equipar su fuerza aérea antes de que se supieran los resultados de la competición. Los modelos de preproducción (G.91 PAN), serían luego adoptados por muchos años como el medio principal del equipo acrobático de la Fuerza Aérea Italiana, las Frecce Tricolori. También fue evaluado por Austria, Noruega, Suiza e incluso los Estados Unidos.

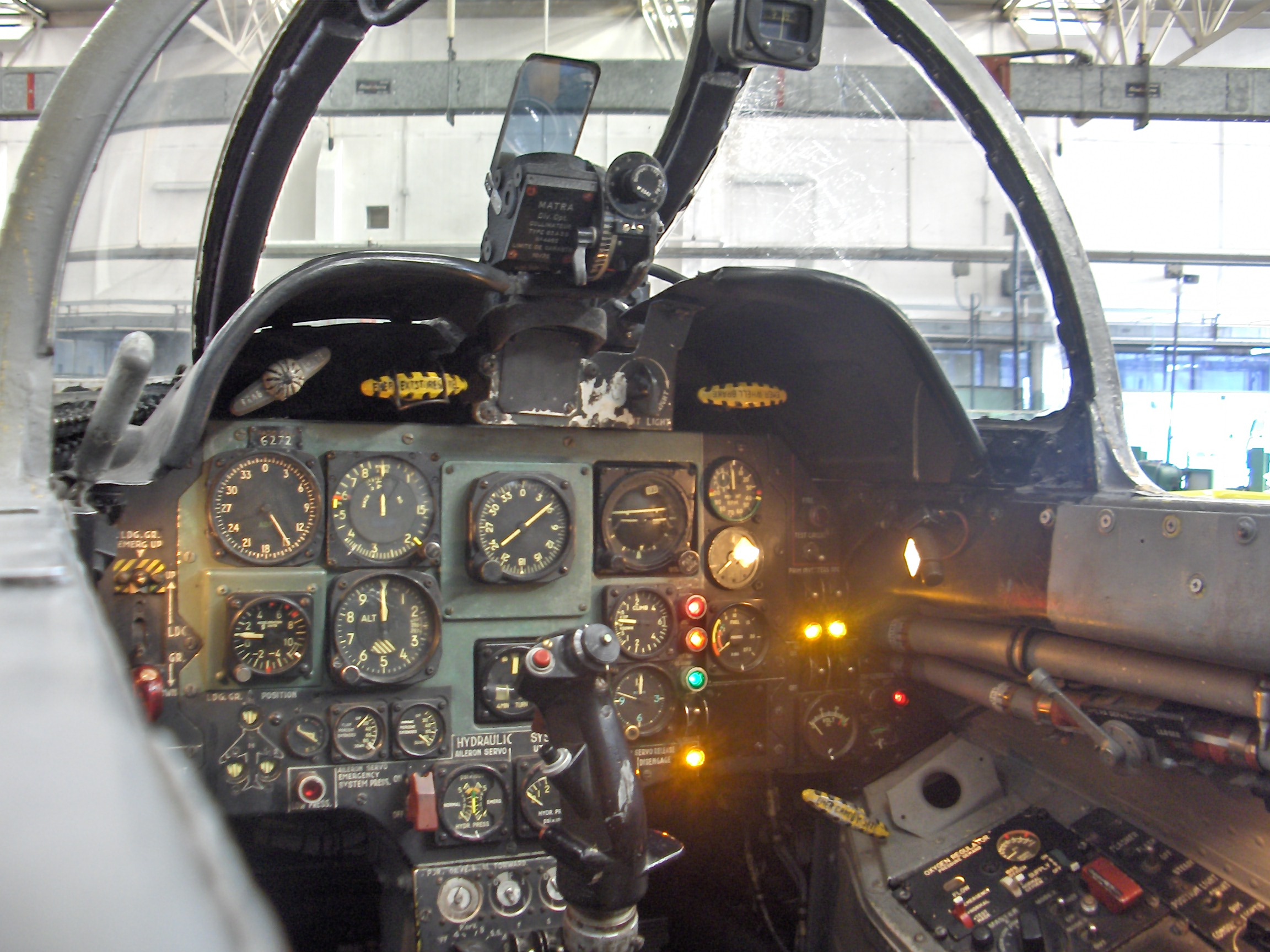
Cockpit de un G-91R/1 en la Escuela Malignani.

Los trabajos de re-ingeniería en el G.91 fueron muy extensos y resultaron en un segundo prototipo equipado con una cola mayor, una cabina 6 cm más alta, una aleta ventral y otras modificaciones. Este voló por primera vez en julio de 1957, pero no fue enviado a la evaluación final. El tercer y cuarto prototipo fueron enviados a Francia para la competición. El posterior G.91R era un 20% más pesado de lo estimado, pero para compensarlo estaba propulsado por un Bristol Orpheus B.Or 801 de 1.800 kg/t. De este modo era capaz de alcanzar velocidades supersónicas en picado, como fue demostrado por el piloto de pruebas Riccardo Bignamini, el 20 de febrero de 1957, cuando rompió la barrera del sonido cuatro veces en picados de 9.000 m.

## Producción
Aeritalia construyó 174 G.91 para Italia, más 144 variantes G.91R/3 para Alemania Occidental (incluyendo las 50 unidades que fueron encargadas y luego canceladas por Grecia y Turquía). 
La orden de pedido alemana incluía 294 G.91, que serían producidos en Alemania por Flugzeug-Union Süd (un consorcio formado por las empresas Messerschmitt - Heinkel - Dornier). Este fue el primer avión de combate producido en Alemania desde la Segunda Guerra Mundial. La primera orden fue de 50 máquinas de Aeritalia; entonces las firmas germanas cumplirían con la orden por otras 232 máquinas, luego aumentadas a 294. La Luftwaffe, además, adquirió 44 G.91T/3 biplaza para entrenamiento, más otros 22 que fueron producidos localmente, finalizando la producción en 1972. 
La Luftwaffe tenía intenciones de equipar más de cuatro alas con el G.91R/3, pero las experiencias iniciales en operaciones con este modelo dejaron a la misma decepcionada con el desempeño de la aeronave y nuevas órdenes fueron canceladas. Algunas unidades fueron blasonadas con emblemas de “cerdo” como comentario sobre sus bajas prestaciones.

## Variantes

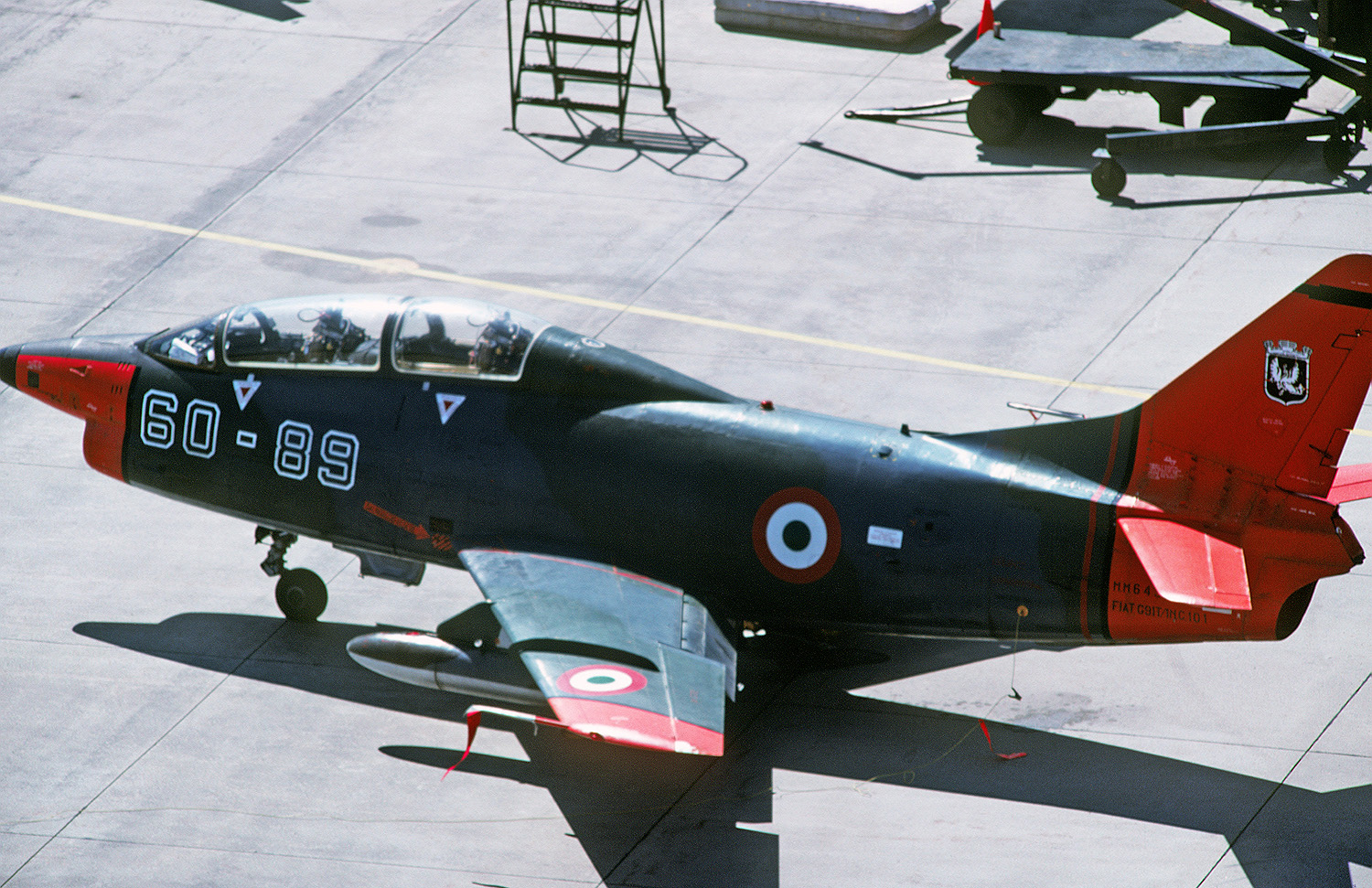
Un Fiat G.91T italiano de entrenamiento. Base Aérea Bitburg, 1988.

Las variantes para entrenamiento y de reconocimiento fueron fabricadas desde el principio de la producción, pero el diseño básico del avión permaneció prácticamente intacto durante casi todo el periodo de fabricación. La mayor diferencia era que la versión de reconocimiento (R) era monoplaza, mientras que la de entrenamiento (T) era biplaza. Para acomodar el segundo asiento, la versión T poseía un fuselaje algo más largo. 
- G.91 – Prototipo y preproducción.
- G.91R/1 – Ataque ligero y reconocimiento, con una nariz modificada para albergar tres cámaras.[9]
- G.91R/1A – Instrumentación revisada.[9]
- G.91R/1B – Fuselaje reforzado.[9]
- G.91R/3 – Versión monoplaza de ataque a tierra y reconocimiento para la Luftwaffe. Impulsado por un Rolls-Royce Orpheus turboje. Armado con dos cañones DEFA 30-mm.
- G.91R/4 - Similar al G.91R/3, pero armado con cuatro ametralladoras Colt-Browning 12.7-mm. Impulsado por un Rolls-Royce Orpheus turbojet engine.
- G.91T/1 – Versión de entrenamiento del G.91R/1 para Italia.
- G.91T/3 – Versión de entrenamiento para la Luftwaffe.
- G.91PAN – Avión para acrobacias de las  Frecce Tricolori, modelo de preproducción modificado.

## Operadores

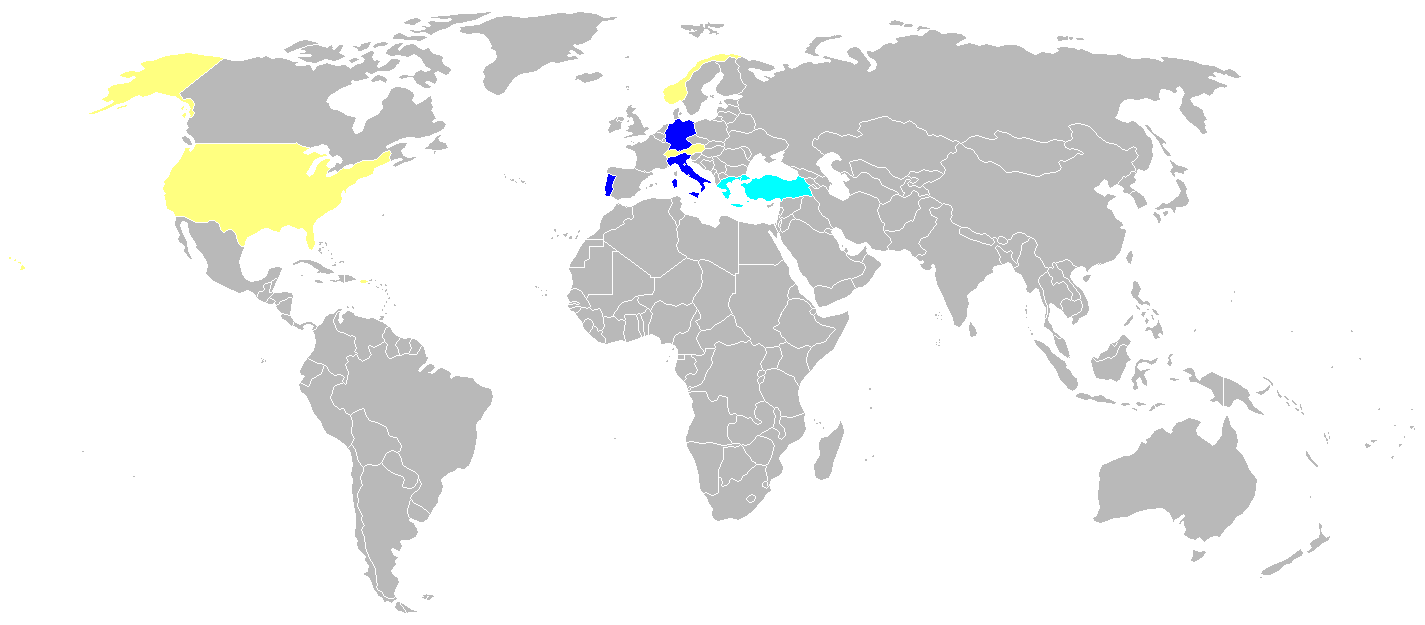
Usuarios en azul oscuro, pedidos cancelados en azul claro, evaluación en amarillo.

- Italia
  - Fuerza Aérea Italiana
- Alemania Occidental
  - Luftwaffe
- Portugal
  - Fuerza Aérea Portuguesa

## Historia operacional

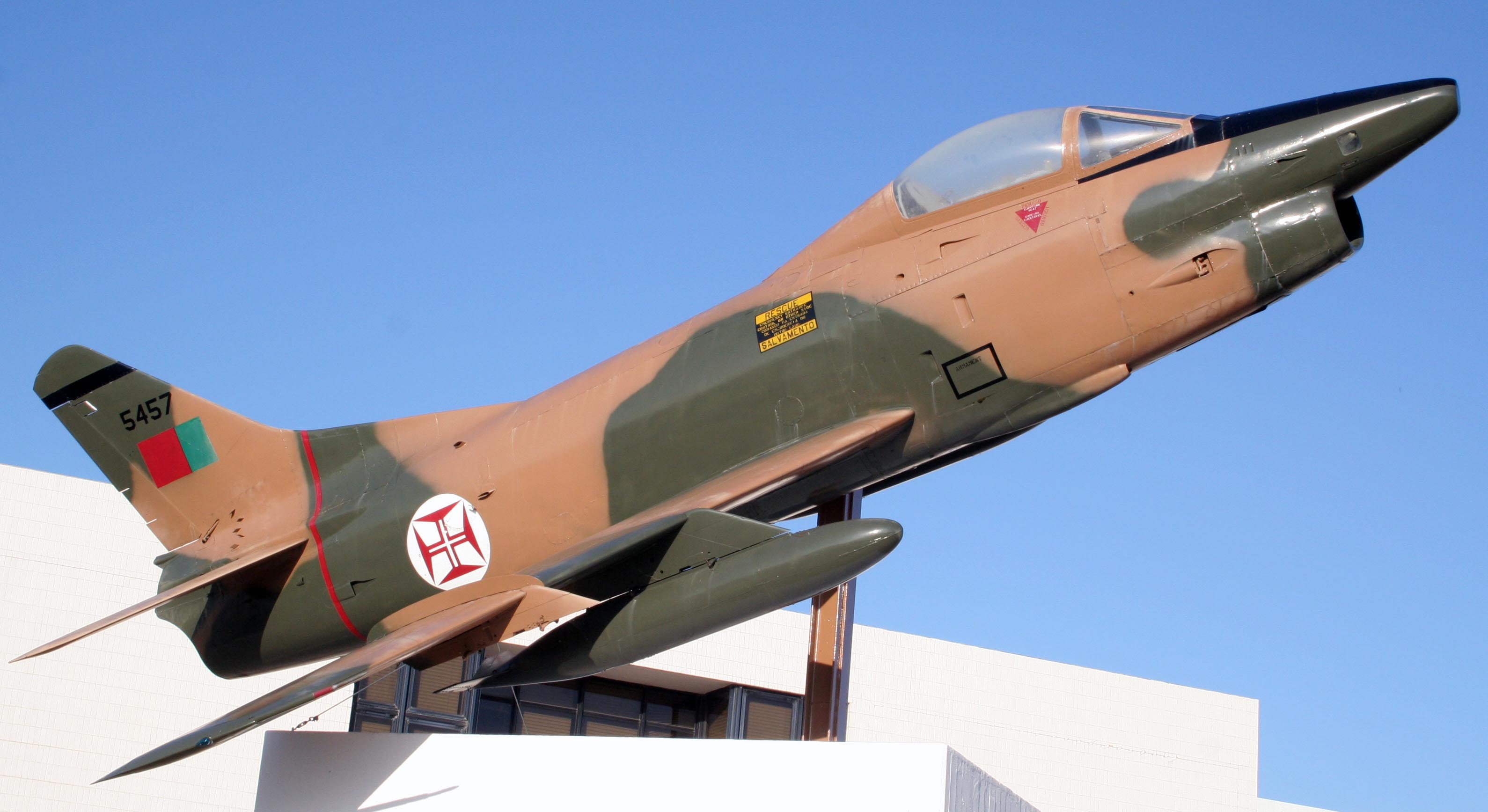
G-91 de la Fuerza Aérea Portuguesa preservado en una base aérea.

### Italia
El primer “Gina” entró en servicio en agosto de 1957, con el 103.er Gruppo, 5.ª Aerobrigata, llamado "Caccia Tattici Leggeri (CTL)", basado en Pratica di Mare, lo mismo con Reparto Sperimentale di Volo. La siguiente unidad operacional fue el 14.º Gruppo, Seconda Aerobrigata en 1961. Esta unidad tenía el cometido de apoyo táctico, y estaba basado en Treviso-Sant'Angelo.

### Alemania
La diferencia en poder de fuego (dos cañones DEFA de 30 mm en los pilones bajo las alas) y aviónica mejorada hicieron a las unidades alemanas más efectivas que los ejemplares italianos, incluso siendo más pesadas. Los primeros doce aparatos fueron enviados desde Italia al Aufklarungsgeschwader (AG)53 para entrenamiento y experimentación. Esta unidad estaba basada en Erding, cerca de Múnich, junto con Waffenschule 50. Para el 20 de julio de 1960 fue probado el primer modelo fabricado por la Dornier .

### Portugal
En 1965, Portugal comenzó a encargarlos para enviarlos a sus colonias de Mozambique, Guinea y Angola, con el cometido de apoyo cercano. Portugal luchó contra las guerrillas independentistas en estos territorios durante la llamada Guerra colonial portuguesa (1961-1974). Los primeros 40 G.91 fueron obtenidos de segunda mano de la Luftwaffe; estos aparatos eran de la versión alemana, que difería lo suficiente de la original como para crear problemas de logística. Dichos ejemplares reemplazaron a los F-86 Sabre de la Fuerza Aérea Portuguesa. Los “Gina” portugueses continuaron con este cometido hasta su retirada de África en 1975, después de la caída del “Estado Novo” con la Revolución de los Claveles. Finalmente fueron retirados del servicio activo en 1993, y en 1995 en Italia.

## Especificaciones (G.91R)

### Características generales
- Tripulación: 1 piloto
- Longitud: 10,3 m (33,8 ft)
- Envergadura: 8,6 m (28,1 ft)
- Altura: 4 m (13,1 ft)
- Superficie alar: 16,4 m² (176,5 ft²)
- Peso vacío: 3100 kg (6832,4 lb)
- Peso cargado: 5440 kg (11 989,8 lb)
- Peso máximo al despegue: 5500 kg (12 122 lb)
- Planta motriz: 1× Turborreactor Bristol Siddeley Orpheus 803.
  - Empuje normal: 22,2 kN (2264 kgf; 4991 lbf) de empuje.Motor Bristol Siddeley Orpheus.

### Rendimiento
- Velocidad máxima operativa (Vno): 1075 km/h (668 MPH; 580 kt)
- Alcance: 1150 km (621 nmi; 715 mi)
- Techo de vuelo: 13 100 m (42 979 ft)
- Régimen de ascenso: 30 m/s (5905 ft/min)
- Carga alar: 331 kg/m² (67,8 lb/ft²)
- Empuje/peso: 0.42 kw/kg

### Armamento
- Ametralladoras: 4× Browning M2 de 12,7 mm (.50)Lanzacohetes Matra Tipo 116M montado en un Fiat G.91.

- Cañones: 2× DEFA de 30 mm en lugar de las ametralladoras (sólo los G.91R/3 de la Luftwaffe)
- Puntos de anclaje: 4× pilones subalares con una capacidad de 680 kg en los G.91R/3 y R/4, 500 kg en el G.91R/1, para cargar una combinación de:  
  - Bombas: Bombas de caída libre
  - Cohetes: 

    - 2× Contenedores de cohetes Matra cada uno con 19 cohetes SNEB de 68 mm, o
    - 18× Cohetes Hispano SURA R80 de 80 mm

  - Misiles: 

    - 4x Misiles aire-tierra NORD AS-20
    - 4x Misiles aire-aire AIM-9 Sidewinder

  - Otros: Contenedores de armas y también tanques externos de combustible.

### Desarrollos relacionados
- Aeritalia G.91Y

### Aeronaves similares
- Dassault Étendard IV
- Northrop F-5 Freedom Fighter
- Folland Gnat
- PZL-Mielec Lim-6
- North American F-86D Sabre